# Hal Gill
Harold Priestley Gill III detto Hal Gill (Concord, 6 aprile 1975) è un ex hockeista su ghiaccio statunitense che ha giocato nella National Hockey League nel ruolo di difensore.

## Carriera
Dopo essere stato acquisito nell'ottavo turno, 207ª scelta assoluta degli NHL Entry Draft 1993 dai Boston Bruins, Gill passò i successivi quattro anni giocando per il Providence College. Iniziò a giocare nella NHL durante la stagione 1997-98, totalizzando oltre 600 partite nella stagione regolare in otto stagioni con i Bruins. Durante la stagione cancellata del 2004-05, Gill giocò con la squadra del Lukko nella SM-liiga finlandese.
Nel luglio 2006 i Toronto Maple Leafs conclusero con Gill un contratto di tre anni. Il 26 febbraio 2008 venne scambiato con i Pittsburgh Penguins per una scelta del secondo turno dei draft e per una scelta del quinto turno degli NHL Entry Draft 2009.
Dopo aver vinto con i Penguins la Stanley Cup 2009 Gill passò ai Montreal Canadiens, mentre nel febbraio del 2012 fu ceduto ai Nashville Predators. Dopo una sola stagione subì il buy-out da parte dei Predators, divenendo così un giocatore free agent.
Nel 2013 Gill fu invitato al camp estivo dei Philadelphia Flyers con un contratto di tipo try-out; solo il 1º ottobre, data d'inizio del campionato, la dirigenza della squadra confermò il giocatore con un contratto annuale.

## Palmarès

### Club
- Stanley Cup: 1

Pittsburgh: 2008-2009